# Jaime Gama
Jaime José de Matos da Gama (ur. 8 czerwca 1947 w Fajã de Baixo) – portugalski polityk, minister spraw zagranicznych w rządach socjalistów (1983–1985, 1995–2002), w latach 2005–2011 przewodniczący Zgromadzenia Republiki X i XI kadencji i członek Rady Państwa.

## Życiorys
Ukończył studia na wydziale filozofii Uniwersytetu Lizbońskiego. Pracował jako nauczyciel w szkole średniej, a także nauczyciel akademicki, zajmował się również dziennikarstwem. Zaangażował się w ruch opozycyjny wobec reżimu Nowego Państwa, był dwukrotnie aresztowany za prowadzoną działalność przez funkcjonariuszy tajnej policji politycznej PIDE i DGS. W wyborach z 1969 kandydował z ramienia ugrupowania CEUD, jednak wszystkie mandaty w parlamencie obsadziła Unia Narodowa. W ostatnich latach reżimu był dziennikarzem opozycyjnej gazety „República”. W 1973 w Bad Münstereifel znalazł się wśród założycieli emigracyjnej Partii Socjalistycznej.
W 1975 objął mandat deputowanego do konstytuanty. W 1976 został posłem do Zgromadzenia Republiki I kadencji z okręgu Azory. Z powodzeniem ubiegał się o reelekcję w każdych kolejnych wyborach do 2009 włącznie, od 1983 wybierany w okręgu Lizbona. Przewodniczył komisji ds. regionów autonomicznych (1975–1976), komisji spraw zagranicznych (1976–1978), komisji obrony narodowej (1985–1991) oraz komisji spraw europejskich i zagranicznych (2002–2005).
W 1978 sprawował urząd ministra spraw wewnętrznych. Od 1983 do 1985 po raz pierwszy pełnił funkcję ministra spraw zagranicznych. Ponownie objął to ministerstwo w 1995 w gabinecie Antónia Guterresa, kierując nim do 2002. W 1999 był również przez krótki okres ministrem obrony narodowej, zaś w latach 1999–2002 pełnił funkcję ministra stanu. Od 1 stycznia do 6 kwietnia 2002 sprawował funkcję przewodniczącego OBWE.
W latach 2005 i 2009 był wybierany na przewodniczącego Zgromadzenia Republiki X i XI kadencji, stanowisko to zajmował do 2011. Zasiadał z urzędu w Radzie Państwa. Po zakończeniu kadencji wycofał się z działalności politycznej.
Dołączył następnie do kompanii Albright Stonebridge Group założonej przez Madeleine Albright. W 2014 został przewodniczącym rady dyrektorów banku Novo Banco dos Açores.
Jest autorem książki Política Externa Portuguesa (1983–1985, 1995–1999, 1999–2002).

## Odznaczenia
- Krzyż Wielki Orderu Infanta Henryka (1986, Portugalia)[4]
- Krzyż Wielki Orderu Chrystusa (1987, Portugalia)[4]
- Krzyż Wielki Orderu Wolności (2004, Portugalia)[4]
- Wielka Wstęga Orderu Leopolda (2000, Belgia)[5]
- Krzyż Wielki Orderu Zasługi (2001, Chile)[5]
- Order Gwiazdy Białej I klasy (2006, Estonia)[5]
- Komandor Orderu Legii Honorowej (1991, Francja)[5]
- Wielki Oficer Orderu Legii Honorowej (1999, Francja)[5]
- Krzyż Wielki Orderu Honoru (2000, Grecja)[5]
- Krzyż Wielki Orderu Zasługi Cywilnej (1998, Hiszpania)[5]
- Krzyż Wielki Orderu Karola III (Hiszpania)[6]
- Wielka Wstęga Orderu Gwiazdy Jordanii (2009, Jordania)[5]
- Wielka Wstęga Orderu Alawitów (1992, Maroko)[5]
- Krzyż Wielki Orderu Zasługi (2009, Norwegia)[5]
- Krzyż Komandorski z Gwiazdą Orderu Zasługi RP (1997, Polska)[7][5]
- Krzyż Wielki Orderu Świętego Grzegorza Wielkiego (2010, Watykan)[5]
- Krzyż Wielki Orderu Zasługi Republiki Włoskiej (2002, Włochy)[5]
- Wielka Wstęga Orderu Wschodzącego Słońca (Japonia)[6]
- Wielki Łańcuch Orderu Timoru Wschodniego (Timor Wschodni)[6]
- Honorowy Rycerz Krzyża Wielkiego Orderu św. Michała i św. Jerzego (Wielka Brytania)[6]